# ČSD-Baureihe T 434.0
Die Fahrzeuge der ČSD-Baureihe T 434.0 (ab 1960: Baureihe T 436.0) waren dieselelektrische Universallokomotiven der ehemaligen Tschechoslowakischen Staatsbahnen (ČSD). Sie waren die ersten normalspurigen Streckendiesellokomotiven, die in der Tschechoslowakei planmäßig eingesetzt wurden.

## Geschichte
Nach dem Ende des Zweiten Weltkrieges bestand wegen der Kriegsfolgen bei den  ČSD ein hoher Bedarf für neue Lokomotiven, der auch mit modernen Diesellokomotiven gedeckt werden sollte. Den Auftrag zur Entwicklung der Diesellokomotiven erhielt die Prager Firma ČKD, die 1948 die ersten zwei Bauarten projektierte. Neben einer Schmalspurlokomotive (→ČSD-Baureihe T 47.0) war auch eine normalspurige Universallokomotive vorgesehen, von der die ČSD zehn Stück bestellten.
Den ersten Prototyp der neuen Baureihe T 434.0 stellte ČKD im Jahr 1953 mit der Fabriknummer 2934 fertig. 1955 folgte noch eine zweite Lokomotive. Erprobt wurden die Lokomotiven auf der Strecke Praha–Horažďovice předměstí, wo sie auch Schnellzüge beförderten.
Die Serienlokomotiven T 434.003 bis 008 lieferte ČKD 1957 aus. Die Fertigung der letzten beiden bestellten Lokomotiven T 434.009 und 010 stornierten die ČSD zugunsten der Nachfolgebauart T 435.0. Ende der 1950er Jahre erhielten die Lokomotiven wegen der Überschreitung der ursprünglich vorgesehenen Achsfahrmasse die korrekte neue Baureihenbezeichnung T 436.0.
Eingesetzt wurden die Lokomotiven vor allem auf der Strecke Praha–Most und als Schiebelokomotiven zwischen Česká Třebová und Ústí nad Orlicí. Später waren alle Lokomotiven im Depot Bratislava stationiert, wo sie Ende der 1960er Jahre ausgemustert wurden. Museal blieb keine Lokomotive erhalten.